# 托蘭 (科羅拉多州)
托蘭（英語：Tolland）是位於美國科羅拉多州吉爾平縣的一個非建制地區。該地的面積和人口皆未知。

## 地理
托蘭的座標為39°54′18″N 105°35′21″W / 39.90500°N 105.58917°W，而該地的平均海拔高度為2719米（即8920英尺）。